# Байе, Клод-Филипп
Клод-Филипп Байе́ (фр. Claudius-Philippe Bayet MEP, 8 февраля 1900 года, Апинак, Франция — 19 августа 1990 года, Убонратчатхани, Таиланд) — католический прелат, апостольский викарий Лаоса и апостольский викарий Тхари с 10 апреля 1947 года по 7 марта 1953 год, первый епископ Убонратчатхани с 7 марта 1953 года по 13 августа 1969 года, член монашеской миссионерской конгрегации «Парижское общество заграничных миссий».

## Биография
Клод-Филипп Байе родился 8 февраля 1900 года в селении Апинак, Франция. После получения среднего образования вступил в миссионерскую организацию «Парижское общество заграничных миссий». 28 марта 1925 года был рукоположён в священника и отправлен на миссию в Индокитай.
10 апреля 1947 года Римский папа Пий XII назначил Клода-Филиппа Байе апостольским викарием Лаоса и титулярным епископом Цидиессуса. 3 октября 1947 года состоялось рукоположение Клода-Филиппа Байе в епископа, которое совершил апостольский викарий Бангкока епископ Рене-Мари-Жозе Перро в сослужении с апостольским викарием Раябури епископом Гаетаном Пазотти и апостольским викарием Чантабури епископом Джеймсом-Луи Ченгом.
21 декабря 1950 года Клод-Филипп Байе был назначен апостольским викарием Тхари. 25 апреля 1953 года Клод-Филипп Байе освятил церковь святого Михаила Архангела в деревне Бан Нонгсонгъяе, которая была внесена в реестр культурного наследия Таиланда. 
18 декабря 1965 года был назначен епископом Убона.
Клод-Филипп Байе участвовал в работе I, II, III и IV сессиях II Ватиканского собора.
13 августа 1969 года Клод-Филипп Байе вышел в отставку и был назначен титулярным епископом Маскулы.
Скончался 19 августа 1969 года в Убонратчатхани.